# 完美黑暗
《完美黑暗》是由Rare开发和发行的第一人称射击游戏，于2000年在任天堂64上推出。本作是《完美黑暗系列》的首款游戏，讲述了卡灵顿研究所的特工乔安娜·达克试图阻止竞争对手dataDyne的外星阴谋的故事。游戏包含单人剧情模式和多人游戏模式。在剧情模式中，玩家必须完成一系列关卡才能推进故事情节。游戏提供一系列多人游戏模式，包括合作模式和传统的死亡竞赛模式。
作为Rare在1997年推出的第一人称射击游戏《黄金眼007》的精神续作，《完美黑暗》采用了前作引擎的升级版，并与前作有许多共同之处。游戏的开发历时近三年，《黄金眼007》的总监马丁·霍利斯在开发周期的前十四个月领导了游戏的制作，他随后离开Rare。本作是技术最先进的任天堂64游戏之一，需要扩展卡才能解锁剧情模式和大多数多人游戏模式。在游戏发布前不久，Rare删除了允许玩家将自己选择的照片放到多人游戏角色脸上的功能，原因是该功能涉及攻击现实人物的图像这一敏感问题。
《完美黑暗》一经推出便广受好评，销量也相当不错，最终被纳入任天堂的“Player's Choice”游戏名单。评论家普遍称赞其图形、人工智能和多人游戏模式的数量，但也有人批评其不稳定的帧率。本作获得了2000年BAFTA互动娱乐动态影像奖和2001年金卫星最佳互动产品奖。本作偶尔被列为有史以来最伟大的电子游戏之一。Game Boy Color版《完美黑暗》扩充了本作，玩家可以通过64GB转换器（Transfer Pak）解锁一些游戏选项。复刻版《完美黑暗》于2010年在Xbox 360平台上推出。复刻版强化了图形，并加入了在线多人游戏功能。本作于2024年6月在任天堂Switch Online + 扩展包上推出。